# Swartzia sericea
Swartzia sericea är en ärtväxtart som beskrevs av Julius Rudolph Theodor Vogel. Swartzia sericea ingår i släktet Swartzia och familjen ärtväxter.

## Underarter
Arten delas in i följande underarter:
- S. s. emarginata
- S. s. sericea